# コープランド–エルデシュ定数
コープランド–エルデシュ定数（コープランド–エルデシュていすう、英: Copeland–Erdős constant）とは、数学定数のひとつで 
0.235711131719232931…（オンライン整数列大辞典の数列 A033308）
すなわち一の位が 0 で小数第1位からは素数が小さい方から順に現れる実数である。コープランドとエルデシュにちなんで命名された。

## 数学的性質
1946年に、コープランドとエルデシュは、この数が十進正規数であることを示した。これより、無理数であること、すなわち循環しない小数であることも分かる。ハーディとライトの『数論入門』には、コープランド-エルデシュ定数が無理数であることの直接の証明として、算術級数定理を用いたものと、ベルトランの仮説を用いたものが紹介されている。以下、定数が有理数と仮定し、循環節の長さを s として矛盾を導く。
- 算術級数定理より、初項 1 で公差 10s+1 の算術級数を考えると、0 が s 桁以上連続する素数は無数に存在する。これは明らかに仮定に反する。
- ベルトランの仮説より、5 × 10n−1 と 10n の間に素数が存在するから、任意の自然数 n に対して n 桁の素数が存在する。s > 1の場合 、十分大きな m > 1 に対して ms 桁の素数が定数の循環部分に現れるはずであるが、仮定よりその素数は s 桁毎の繰り返しとなる。そのような数は合成数であるから矛盾である。s=1 の場合も、素数であり合成数である数の存在が示される。

また、以下の式で表すことができる。ここに p(n) は n 番目の素数、{\displaystyle \lfloor x\rfloor } は床関数を表す。
{\displaystyle \sum _{n=1}^{\infty }p(n)10^{-\left(n+\sum \limits _{k=1}^{n}\lfloor \log _{10}{p(k)}\rfloor \right)}.}
連分数展開は、[0; 4, 4, 8, 16, 18, 5, 1, …]（オンライン整数列大辞典の数列 A30168）である。